# Бушкович, Пол
Пол Бушкович (англ. Paul Bushkovitch; род. 22 мая 1948; Сент-Луис, Миссури, США) — американский историк-русист, доктор философии (Ph.D.) по истории, профессор Йельского университета. Специалист по истории России, российской/советской внешней политике и религии.

## Биография
П. Бушкович родился 22 мая 1948 года в Сент-Луисе (штат Миссури). В 1970 году окончил бакалавриат Гарвардского университета. В 1973—1974 годах по программе культурных и научных обменов между СССР и США обучался в Московском государственном университете им. М. В. Ломоносова, а в 1975 году в Колумбийском университете получил учёную степень доктора философии (Ph.D.) по истории (диссертация — «The Merchant Class of Moscow 1580—1650»).
С 1975 года П. Бушкович — ассистент-профессор Йельского университета. С 1977 года — член Совета по российским/советским и восточноевропейским исследованиям. В 1978—1979 годах был директором бакалавриата исторического факультета.. В 1981 году преподавал в Колумбийском университете в качестве приглашённого ассистент-профессора. В 1981—1983, 1984—1985, 1990—1991 и 2001—2005 годах был директором аспирантуры по программе советских и восточноевропейских исследований. В 1988—1992 годах был членом Комитета по обмену Йельского и Московского университетов. С 1992 года — профессор истории, и тогда же был назначен председателем исторического факультета Йельского университета.
С 2000 года является редактором научного журнала «Cahiers du monde russe».
Читал лекции о Петре Великом в Высшей школе социальных наук (в 1999, Париж), Итальянском институте философских исследований (в 2002, Неаполь), Смитсоновском институте (в 2003, Вашингтон, округ Колумбия); «Пётр и его город» для художественной выставки «Искусство из Санкт-Петербурга» в Вассарском колледже (в 2003, Покипси, штат Нью-Йорк); «Феофан Прокопович и абсолютизм» в Германском историческом институте (в 2010, Москва); «Преемственность и абсолютизм в России» в Мичиганском университете (в 2012, Анн-Арбор, штат Мичиган).
В 2011 году в честь П. Бушковича был издан фестшрифт в виде сборника статей «Religion and Identity in Russia and the Soviet Union».